# Francisco Cerro Chaves
Francisco Cerro Chaves (ur. 18 października 1957 w Malpartida de Cáceres) – hiszpański duchowny rzymskokatolicki, doktor nauk teologicznych, biskup diecezjalny Coria-Cáceres w latach 2007–2019, arcybiskup metropolita Toledo i tym samym prymas Hiszpanii od 2020.

## Życiorys
Urodził się 18 października 1957 w Malpartida de Cáceres. Święcenia kapłańskie otrzymał 12 lipca 1981 w katedrze Najświętszej Marii Panny w Toledo. W 1997 uzyskał stopień doktora z teologii duchowości na Papieskim Uniwersytecie Gregoriańskim. Inkardynowany do archidiecezji Toledo, pracował przede wszystkim w parafiach tejże archidiecezji oraz w duszpasterstwie młodzieży. W 1989 przeniósł się do archidiecezji Valladolid i objął funkcję dyrektora domu formacyjnego. W 1992 uzyskał inkardynację do archidiecezji Valladolid.
21 czerwca 2007 papież Benedykt XVI mianował go biskupem ordynariuszem diecezji Coria-Cáceres. Sakry biskupiej udzielił mu ówczesny nuncjusz w Hiszpanii - arcybiskup Manuel Monteiro de Castro.
27 grudnia 2019 papież Franciszek mianował go arcybiskupem metropolitą Toledo. Ingres odbył się 29 lutego 2020.